# Две недеље за заљубљивање
Две недеље за заљубљивање (енгл. Two Weeks Notice) је америчка филмска комедија из 2002. године са Хју Грантом и Сандром Булок у главним улогама. То је прича како се богати, ограничени и лењи Џорџ Вејд (Хју Грант) заљубљује у паметну, вредну и лепу правницу Луси Келсон (Сандра Булок). Ово је био велики биоскопски хит 2002. године широм света, који је само за првих недељу дана приказивања зарадио 15 милиона долара.

## Радња
Сувласник и топ менаџер велике грађевинске компаније, милионер Џорџ Вејд, готово случајно, подлегавши другом импулсу, ангажује правну саветницу Луси Келсон (Сандра Булок).
Прође неко време, а испостави се да без ње не може ни корак. Луси ради као дадиља у вези са Вејдом и пословима управљања његовом корпорацијом; она успева да има на уму све аспекте фирме и Џорџове личне проблеме. Истина, он се према њој понаша више као дадиља, а не као висококвалификовани професионални адвокат који је сјајно дипломирао на Харварду.
После годину дана, Луси се засити свега тога и одлучује да одустане. Џорџ пристаје да је пусти, али под једним условом - мора наћи достојну замену. Келсон бира амбициозну Џун, која отворено циља на свог новог шефа. Ослобођена Вејда и његових бескрајних задатака и захтева, Луси покушава да обнови своју професионалну каријеру. И Џорџ изненада схвата да бивши подређени може заувек нестати из његовог живота. Али да би признао своју љубав Луси, прво мора то признати себи ...
Корпорација коју води Вејд планира да изгради потпуно нови пословни комплекс у Бруклину на месту друштвеног центра који дуги низ година служи локалним становницима, укључујући Лусине родитеље и њу, као својеврсни клуб, место сталне комуникације. Џорџ, који је на брзину обећао Луси да ће спасити клуб, не може да промени позицију свог старијег брата, главног власника компаније, а девојка се с њим свађа до коске.
На крају, Вејд, суочен са избором шта му је драже, доноси одлуку. Он одбија да настави са пројектом рушења друштвеног центра, напушта братову грађевинску компанију, упознаје Луси и признаје јој љубав. Истина, Џорџ је сада далеко од тога да буде богат као пре неколико дана („Мораћемо да делимо хеликоптер са породицом мог брата...”), а они ће живети не у луксузним хотелским апартманима, из којих ће он да оде, већ у Лусином малом стану.

## Улоге
| Глумац       | Улога            |
| ------------ | ---------------- |
| Хју Грант    | Џорџ Вејд        |
| Сандра Булок | Луси Келсон      |
| Алиша Вит    | Џун Карвер       |
| Дејна Ајви   | Рут Келсон       |
| Роберт Клајн | Лари Келсон      |
| Хитер Бернс  | Мерил Брукс      |
| Дејвид Хејг  | Хауард Вејд      |
| Доналд Трамп | као Доналд Трамп |